# Ledra orientalis
Ledra orientalis är en insektsart som beskrevs av Ouchi 1938. Ledra orientalis ingår i släktet Ledra och familjen dvärgstritar. Inga underarter finns listade i Catalogue of Life.